# Wijken en buurten in Gemert-Bakel
De Nederlandse gemeente Gemert-Bakel is voor statistische doeleinden onderverdeeld in wijken en buurten. De gemeente is verdeeld in de volgende statistische wijken:
- Wijk 00 Gemert (CBS-wijkcode:165200)
- Wijk 01 Handel (CBS-wijkcode:165201)
- Wijk 02 De Mortel (CBS-wijkcode:165202)
- Wijk 03 Elsendorp (CBS-wijkcode:165203)
- Wijk 04 Bakel (CBS-wijkcode:165204)
- Wijk 05 Milheeze (CBS-wijkcode:165205)
- Wijk 06 De Rips (CBS-wijkcode:165206)

Een statistische wijk kan bestaan uit meerdere buurten. Onderstaande tabel geeft de buurtindeling met kentallen volgens het Centraal Bureau voor de Statistiek (2008):
| CBS-buurtcode | Buurtnaam                                  | Inwonertal | Opp. totaal (ha) | Opp. land (ha) | Ligging                |
| ------------- | ------------------------------------------ | ---------- | ---------------- | -------------- | ---------------------- |
| BU16520000    | Gemert-Centrum                             | 3660       | 158              | 156            | Locatie in de gemeente |
| BU16520001    | Gemert-Noord                               | 3780       | 96               | 96             | Locatie in de gemeente |
| BU16520002    | Gemert-Oost                                | 5840       | 121              | 121            | Locatie in de gemeente |
| BU16520003    | Industrieterrein Scheiweg                  | 150        | 89               | 89             | Locatie in de gemeente |
| BU16520004    | Doonheide                                  | 640        | 41               | 41             | Locatie in de gemeente |
| BU16520007    | Verspreide huizen Kampen-Esdonk            | 350        | 663              | 658            | Locatie in de gemeente |
| BU16520008    | Verspreide huizen Broekkant                | 340        | 410              | 410            | Locatie in de gemeente |
| BU16520009    | Verspreide huizen Rooije Hoef              | 210        | 416              | 416            | Locatie in de gemeente |
| BU16520100    | Handel                                     | 1260       | 63               | 63             | Locatie in de gemeente |
| BU16520108    | Verspreide huizen Verreheide               | 210        | 265              | 264            | Locatie in de gemeente |
| BU16520109    | Verspreide huizen Heereveld                | 430        | 339              | 328            | Locatie in de gemeente |
| BU16520200    | De Mortel                                  | 900        | 33               | 33             | Locatie in de gemeente |
| BU16520208    | Verspreide huizen Milschot-Tereyken        | 170        | 283              | 283            | Locatie in de gemeente |
| BU16520209    | Verspreide huizen Mortelse Peel            | 460        | 992              | 992            | Locatie in de gemeente |
| BU16520300    | Elsendorp                                  | 520        | 31               | 31             | Locatie in de gemeente |
| BU16520309    | Verspreide huizen Elsendorp                | 500        | 1720             | 1719           | Locatie in de gemeente |
| BU16520400    | Bakel                                      | 4240       | 229              | 229            | Locatie in de gemeente |
| BU16520408    | Verspreide huizen Grotelse Heide en Esp    | 810        | 1355             | 1351           | Locatie in de gemeente |
| BU16520409    | Verspreide huizen ten zuidwesten van Bakel | 400        | 504              | 502            | Locatie in de gemeente |
| BU16520500    | Milheeze                                   | 1410       | 65               | 65             | Locatie in de gemeente |
| BU16520508    | Verspreide huizen Groote Peel              | 320        | 1006             | 1000           | Locatie in de gemeente |
| BU16520509    | Verspreide huizen Milheeze                 | 370        | 902              | 864            | Locatie in de gemeente |
| BU16520600    | De Rips                                    | 800        | 38               | 38             | Locatie in de gemeente |
| BU16520609    | Verspreide huizen Rips                     | 330        | 2518             | 2518           | Locatie in de gemeente |